# 요한 피노
요한 호세 알라나 피노(Yohan Jose Alana Pino, 1983년 12월 26일 ~ )은  전 베네수엘라의 야구 선수이다.

## 미국 프로야구 시절
2004년에 미네소타 트윈스에 입단하였다.

## 한국 프로야구 시절

### KT 위즈시절
2016년에 KT 위즈로 이적하면서 한국에서 프로야구 선수생활을 하게 됐다. 그러나 성적 부진으로 인해 7월 24일부로 방출되었다. 2016 시즌 12경기에 등판해 2승 3패, 평균자책점 7.15를 기록하였다. 그의 대체 선수로는 넥센에서 방출되었던 라이언 피어밴드가 영입되었다.

## 미국 프로야구 복귀
2017년부터 미네소타 트윈스와 마이너계약을 하여 활동한다.